# Глобализам
Глобализам је појам који се најчешће користи за означавање различитих идеологија глобализације.

## Тумачења
Професор Манфред Стигер прави разлику између различитих глобализама, попут правосудног глобализма, џихад глобализма и тржишног глобализма. Тржишни глобализам укључује идеологију неолиберализма. На један начин, усмјеравање глобализма на идеологију тржишног глобализма и неолиберализма доводи до конфузије. На примјер, канадски филозоф Џон Сол у књизи „Пропаст глобализма и поновно рађање национализма” глобализам изједначава са неолиберализмом и неолибералним глобализмом. Тврди да је глобализам већ разбијен на контрадикторне дијелове и да грађани поново јачају националне интересе и на позитиван и на негативан начин.
Супротно томе, амерички политиколог Џозеф Нај, један од оснивача теорије међународних односа неолиберализма, генерализује израз тврдећи да се глобализам односи на било који опис и објашњење свијета који се одликује мрежним везама које превазилазе међуконтиненталну удаљеност; док се глобализација односи на повећање или пад степена глобализма. Ова генерална употреба концепта је много мање заступљена.

## Дефиниција
Пол Џејмс дефинише глобализам „...као доминантна идеологија и субјективитет повезан са различитим историјско-доминантним формацијама глобалног ширења. Дефиниција строго подразумијева да је било премодерних и традиционалних облика глобализма или глобализације прије него што је покретачка сила капитализма настојала да колонизује сваки кутак планете, на примјер, вратимо се Римском царству у другом вијеку нове ере, а можда и Грцима петог вијека прије нове ере.”